# Mário Rui
Mário Rui Silva Duarte (Sines, 27 de maio de 1991), é um futebolista português que atua como lateral-esquerdo. Atualmente está sem clube.

## Carreira

### Início
Começou a carreira futebolística no Vasco da Gama. Depois de saír do clube da cidade de Sines, seguiu para o Sporting onde compôs o elenco juvenil e lá jogou por seis temporadas. Após a sua saída do Sporting, teve uma rápida passagem pelo clube espanhol Valencia e, de seguida, foi contratado pelo Benfica.
A estréia como atleta profissional aconteceu pelo CD Fátima que o contractou por empréstimo ao Benfica. No CD Fátima disputou 31 jogos e marcou 1 golo. Após isso, começou sua carreira na Itália sendo comprado pelo Parma em 2011, mas no mesmo período foi emprestado ao Gubbio. Em seguida, foi cedido ao Spezia até ser comprado, em definitivo, pelo Empoli em 2013.

### Empoli
Ao chegar no Empoli Football Club, o jogador participou da campanha vice-campeã da equipe na Série B de 2013–14. Mesmo sem ter participado de gols, foi um jogador regularmente utilizado na campanha que trouxe a equipe de volta à Elite Italiana.
Na época seguinte, foi novamente titular na maior parte dos jogos e participou da campanha regular da equipe. O clube garantiu 42 pontos na tabela, ficando assim com a 15ª colocação, livrando-se do rebaixamento.
Em paralelo ao ano consistente, o Empoli também fizera uma campanha regular na Coppa Italia de 2014–15. O time venceu suas duas primeiras partidas, e só deixou a Copa após perderem para Roma na prorrogação, já nas oitavas de final.
Na Série A de 2015–16, Mario chegou a marca de 36 jogos na competição, seu maior número até aquele momento, e jogou 90 minutos em todas as oportunidades que esteve em campo. O estilo de jogo consistente da equipe, que também tinha em seu elenco os futuros colegas de Rui, Leandro Paredes (jogaram juntos pela Roma) e Piotr Zieliński (jogaram juntos pela Napoli), garantiu a 11ª posição.

### AS Roma
Após ser um dos destaques individuais do time, o jogador chamou a atenção da Roma e em julho de 2016 foi contratado pela equipe da capital por 3 milhões de euros (após uma obrigatoriedade de compra pelo empréstimo inicial).
Apesar de ter assinado com uma grande equipe, o jogador tivera poucas oportunidades na defesa do clube. Assim que chegou, foi acometido por uma grave lesão no ligamento cruzado. Tal problema o deixou de fora de diversas partidas, podendo fazer seu primeiro jogo oficial somente em janeiro de 2017.
O estrelado time da Roma, que contava com futuras grandes estrelas do futebol, como Mohamed Salah, Alisson e Antonio Rüdiger, conseguiu a segunda colocação na Liga Italiana. No entanto, Mário foi um atleta pouco utilizado pelo treinador Luciano Spalletti mesmo nos momentos em que o português estava apto.

### Napoli

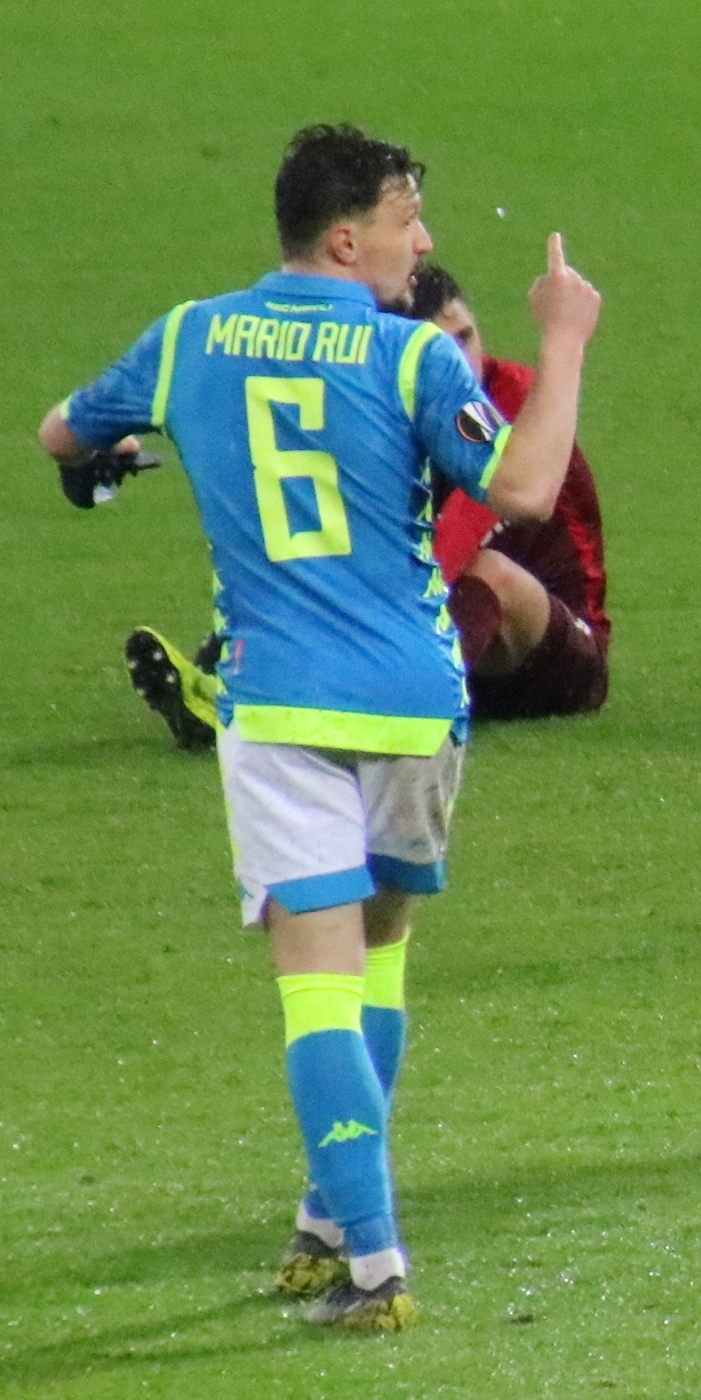
Rui assumiu a camisa 6 do clube

Após uma época sem ser muito utilizado, Rui deixou a Roma para ir a uma equipe rival da mesma cidade. Em julho de 2017, o jogador assinou, por uma temporada, o empréstimo à Napoli.
No clube azul, Mario demorou alguns meses até conseguir o posto de titular. Mas assim que conseguiu, performou um exímio futebol durante o fim de 2017 e os meses sequentes de 2018. Seu destaque era tamanho que, de acordo com um artigo publicado no sítio Observatório do Futebol (CIES), Mário Rui se tornou o melhor lateral da Europa. A equipe comandada por Maurizio Sarri conseguiu a vice-colocação na Liga e comprou o português em definitivo ao fim da temporada.
Quando pôde retornar aos gramados na Série A seguinte, alternou entre momentos de titularidade e reserva. Desse modo, fizera apenas 20 partidas na Liga Italiana e contemplou uma consecutiva segunda colocação da sua equipe.
Rui continuou no elenco italiano, onde chegou a ser treinado por Carlo Ancelotti, sempre sendo um atleta regularmente convocado e estando em outras campanhas menos vitoriosas da equipe no Campeonato Nacional. Porém, ao disputar a Série A de 2022–23, a equipe azul surpreendeu ao conseguir conquistar o troféu da Liga pela primeira vez desde 1990.
Comandado novamente por Spalletti, Rui foi uma peça constante no clube que venceu a Liga. A defesa do clube contava com Giovanni Di Lorenzo (na lateral direita); e Amir Rrahmani e Kim Min-jae fazendo a dupla de zagueiros do time que também tinha Victor Osimhen e Khvicha Kvaratskhelia comandado o ataque. Desse modo, a equipe vencedora teve a Melhor Defesa e o Melhor Ataque do Campeonato.

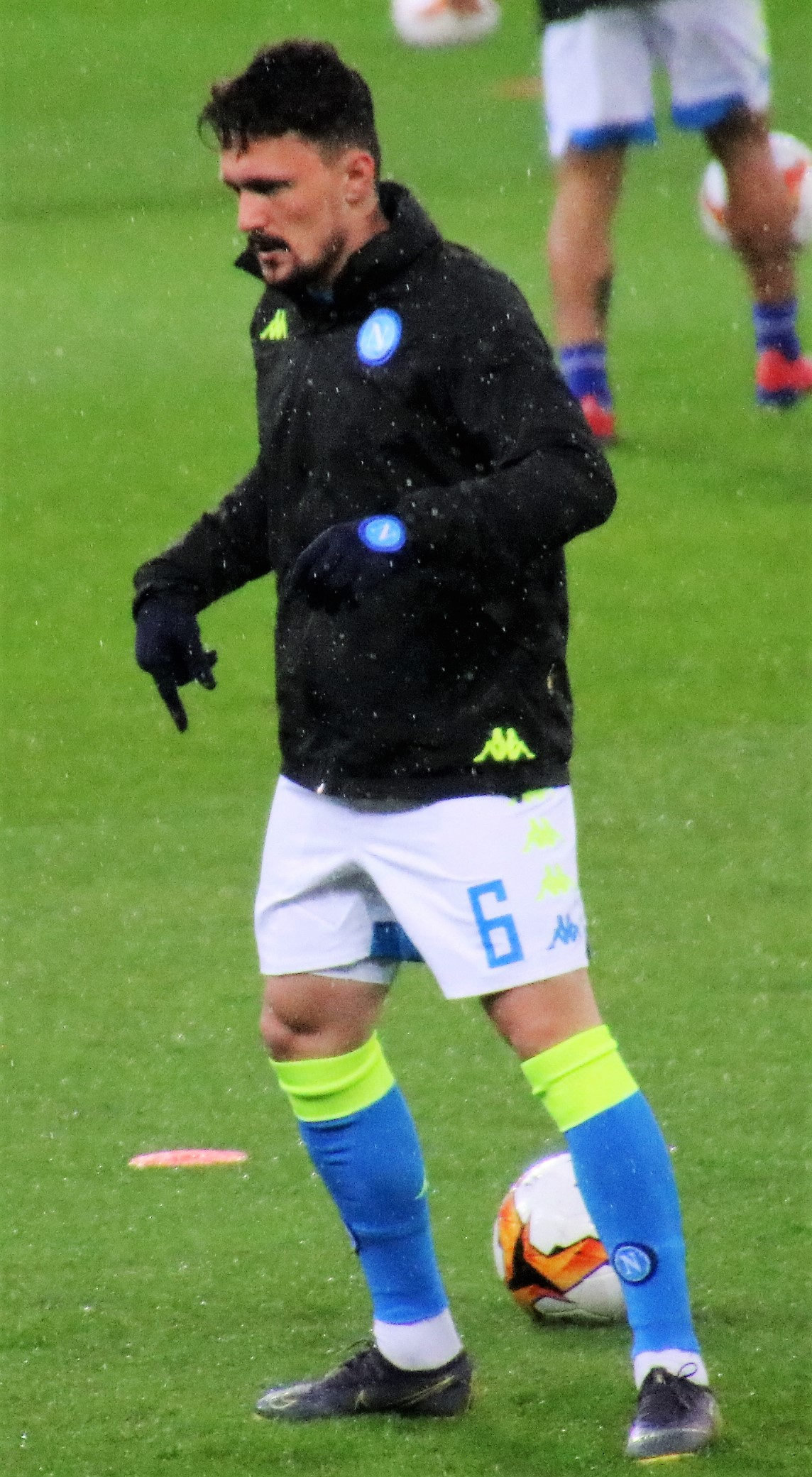
Mario Rui pela Napoli em 2019

Após essa campanha, porém, a equipe não chegou a disputar mais o título na época posterior, já que ficaram na 9ª colocação. E posteriormente, Mário estava buscando a saída do time após superar a marca de 200 partidas na equipe.
Antes de vencer a Série A, o jogador teve a oportunidade de comemorar um troféu de Coppa Italia. Gennaro Gattuso havia liderado a equipe, durante a época 2019–20, nos jogos que antecederam a decisão diante a Juventus. A Napoli, em seu trajeto, eliminou, em sequência, o Perugia, a Lazio e a Inter de Milão (onde Mario deixou de jogar o jogo de volta da semifinal por opção do técnico). No jogo final, Rui foi substituído no fim do segundo tempo e viu a Velha Senhora tentar vencer o troféu em uma disputa por pênaltis, seus colegas de time, porém, conseguiram superar as batidas dos adversários e comemoraram com o tradicional troféu.
Na edição seguinte, Rui esteve próximo de chegar a uma segunda final. O clube, porém, amargou a eliminação diante a Atalanta, com o lateral esquerdo jogando por 48 minutos após lesão de Elseid Hysaj no segundo tempo. Na Copa da Itália de Futebol de 2023–24, Mário teve a oportunidade de ser o capitão do time azul pela primeira vez na carreira. O jogo, no entanto, terminou com uma goleada do Frosinone por 4 a 0.
Suas boas campanhas pelo Campeonato Italiano e pela Copa da Itália renderam a Mário a oportunidade de disputar a Supercopa da Itália duas vezes. Ao estrear na competição, enfrentando a Juventus em 2021, o time não conseguiu superar os tentos de Cristiano Ronaldo e Álvaro Morata e perderam a partida por 2 a 0.

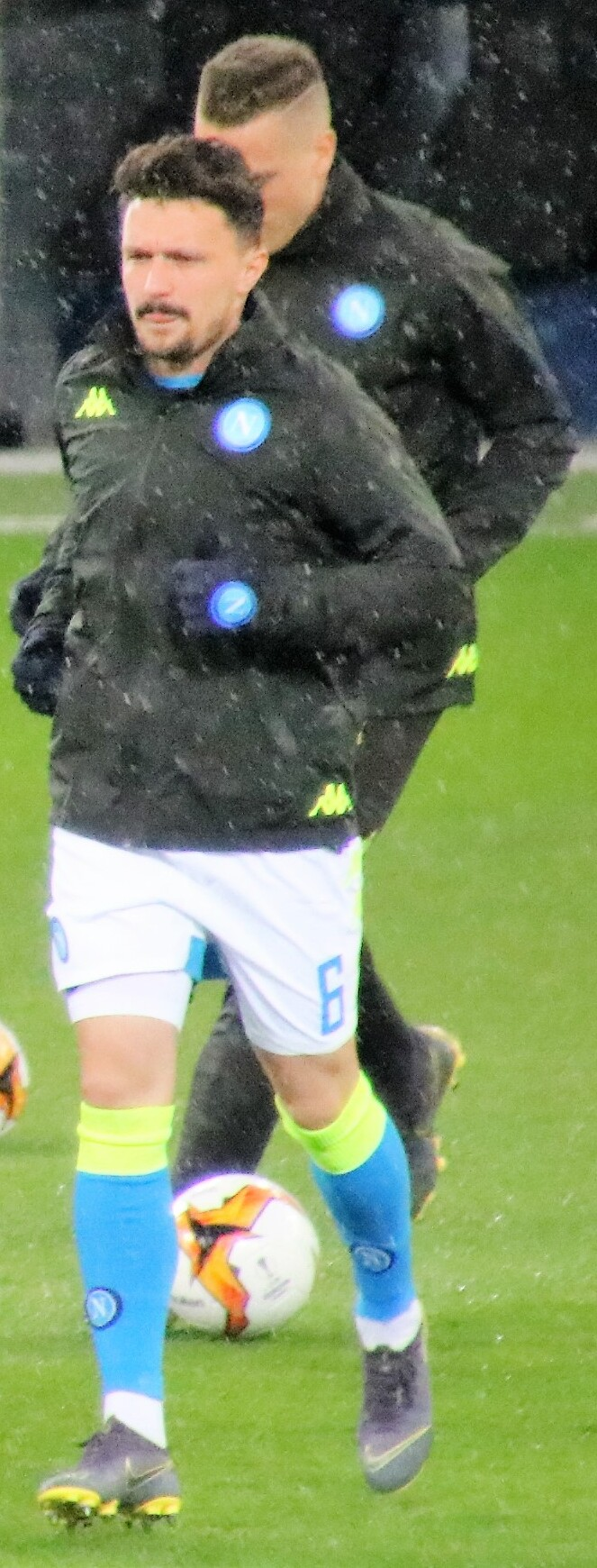
Mário Rui aquecendo pela Napoli

Em 2024, o jogador disputou a semifinal e contemplou a vitória por 3 a 0 diante a Fiorentina. Na partida final, perderam para Inter de Milão pelo placar de 1 a 0. No jogo, Rui entrou nos últimos 14 minutos de jogo e viu Lautaro Martínez fazer o único tento da partida.
Em paralelo a suas boas campanhas na Série A, o jogador também era um atleta frequentemente escalado para disputar partidas da Liga dos Campeões da UEFA. O jogador estreou na Fase de grupos de 2017, diante o Shakhtar, mas só conseguiu passar às oitavas pela primeira vez na edição de 2019–20. Depois de conseguirem não perder nenhum jogo no Grupo E, a equipe enfrentou o Barcelona no Estádio Diego Armando Maradona e empataram por 1 a 1. A partida de volta, no Camp Nou, trouxe a única derrota dos italianos naquela edição: 3 a 1 para o time da casa.
Pela Liga dos Campeões da UEFA de 2022–23, o time conseguiu mais uma grande campanha. Mesmo estando no grupo de Ajax, Liverpool e Rangers, os italianos venceram cinco jogos e só tiveram uma derrota diante os Reds no último jogo da Fase de Grupos, onde Mário não esteve em campo. O time conseguiu vencer o Eintracht Frankfurt nas oitavas por 5 a 0 no agregado, mas foram eliminados para o Milan nas quartas de final após perderem o primeiro jogo e empatarem o segundo.
Na edição seguinte, após passagem de Fase novamente, enfrentaram o Barcelona nas oitavas de final. Os italianos novamente empataram o primeiro jogo em 1 a 1 e perderam a partida de volta por 3 a 1 e foram eliminados bem como havia acontecido em 2020.
Em quatro épocas diferentes o jogador pôde estar em campo. Sua estreia aconteceu em 2018, após não conseguirem pontos o suficiente para se classificarem ás oitavas de final da Liga dos Campeões, mas a equipe foi rapidamente eliminada pelo Red Bull Leipzig nos 16 avos.

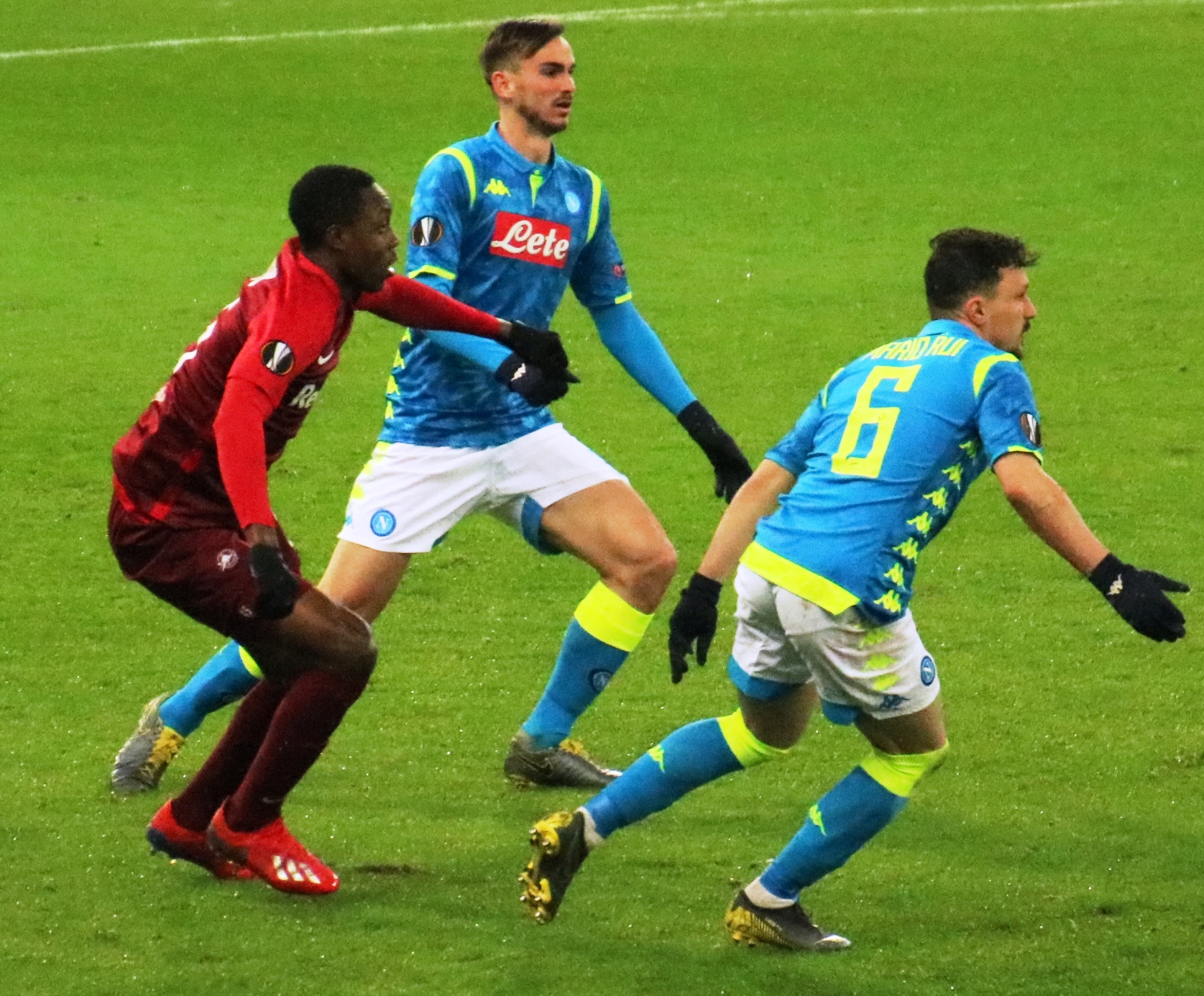
Mario em campo diante o Red Bull Salzburg pela Liga Europa

No ano seguinte, foram novamente o terceiro colocado da Fase de Grupos, mas conseguiram eliminar o Fussballclub Zürich sem Rui em campo por conta de uma lesão. O time eliminou o FC Red Bull Salzburg nas oitavas de final, mas amargaram uma eliminação ao Arsenal nas quartas.
Nas temporadas de 2020–21 e 2021–22 o time esteve em campo nas Fases de Grupos da Liga Europa. Em ambas o time conseguiu vaga nos 16 avos e foram eliminados, respectivamente, por Granada e Barcelona.
Em agosto de 2024, após sete anos vestindo a camisa do time italiano, o jogador, que à altura possuía 227 jogos, optou por deixar o clube que havia levantado dois troféus nacionais. O atleta passou a ser fortemente ligado a um retorno ao Futebol Português, mas logo depois passou a ser cogitado para ter sua primeira experiência no Futebol Brasileiro. Mário chegou até mesmo a não ser relacionado para o primeiro jogo da sua equipe pela Série A de 2024–25 para dar sequência a suas negociações avançadas com outro time. O desfecho, porém, não ocorreu de maneira positiva e as tratativas foram concluídas sem um acordo com o São Paulo. Em outubro, o defensor foi reintegrado ao elenco italiano.

## Seleção

### Portugal
Em março de 2018, Rui estreou pela Seleção Portuguesa em um jogo diante os Países Baixos. A partida amistosa terminou 3 a 0 para o time adversário. O jogador, posteriormente, foi convocado para Copa do Mundo de 2018, mas não entrou em campo em nenhum jogo da campanha que os portugueses terminaram eliminados pelo Uruguai nas oitavas de final.
O jogador também foi um atleta frequentemente convocado para os jogos da Liga das Nações da UEFA de 2018–19. Nos jogos referentes a semifinal e final, Mário não entrou em campo, todavia viu sua Seleção conquistar o troféu após vencerem os Países Baixos na decisão.
Após o título, Rui passou a ter menos chances na Seleção. Ficando de fora das Euros seguintes e também da Copa do Mundo de 2022.

## Títulos
Napoli
- Copa da Itália: 2019–20
- Serie A: 2022–23

Seleção Portuguesa
- Liga das Nações da UEFA: 2018–19